# 亞當·霍洛韋
亞當·霍洛韋（英語：Adam Holloway，1965年7月29日—）是一位英格蘭政治人物，他的黨籍是保守黨。自2005年開始，他擔任格雷夫舍姆選區選出的英國下議院議員。他曾經在英軍服役，退役之後曾是一位記者。